# 名古屋市都市計画道路万場藤前線

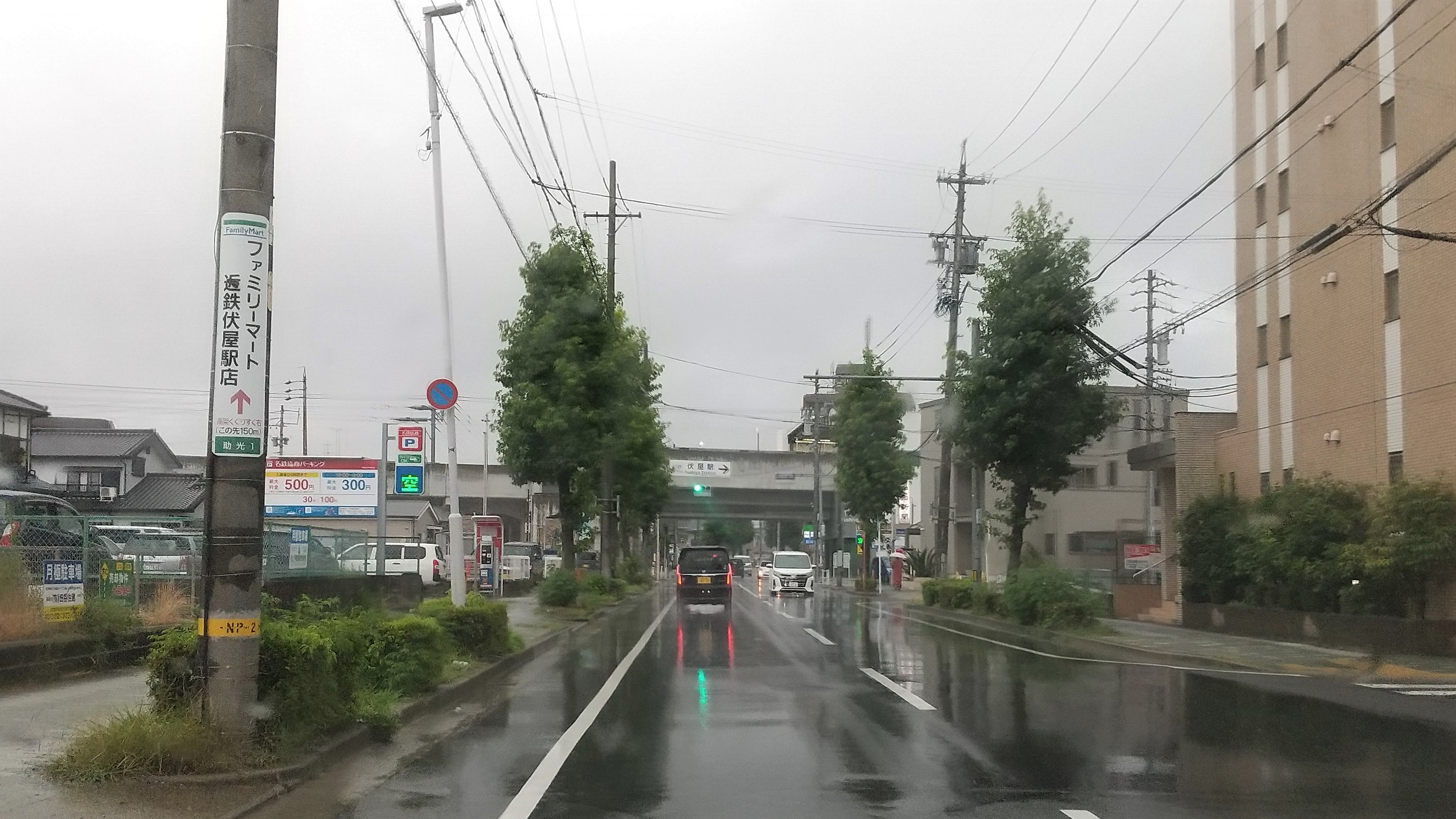
中川区助光（近鉄名古屋線 伏屋駅付近）にて、終点から起点方向に向かって撮影。

名古屋都市計画道路万場藤前線（なごやとしけいかくどうろ まんばふじまえせん）は、愛知県名古屋市中川区万場から同県同市港区藤前に至る、名古屋市の西部を南北に結ぶ都市計画道路である。

## 歴史

### 年表
- 2018年（平成30年）5月25日：近鉄名古屋線 伏屋駅付近の区間が開通[5]。
- 2021年（令和03年）7月24日：一色新町三丁目交差点と新川の対岸とを接続する正江橋が開通し、全線開通[1][4][6]。

## 路線状況

### 道路施設

#### 橋梁
- 正江橋（しょうこうはし[4]）
  - 中川区下之一色町から同区江松に至る、新川をまたぐ橋[4]。全長は122.6 m、幅員は18.8 mである[1][4]。橋の名前の由来は、新川の左岸に名古屋市立正色小学校の学区があること、右岸に「江松」という地名があることによる[7]。1957年（昭和32年）に都市計画決定が行われ[7]、2012年（平成24年）から工事が始まった[4]。2021年（令和3年）7月24日に開通した[1][7]。

## 地理

### 通過する自治体
- 愛知県
  - 名古屋市（中川区 - 港区）

### 接続する道路
| 接続する道路                                         | 接続する場所 | 接続する場所 | 接続する場所                 | 接続する場所                                                             |
| ---------------------------------------------------- | ------------ | ------------ | ---------------------------- | ------------------------------------------------------------------------ |
| 全ての座標を示した地図 - OSM 全座標を出力 - KML 表示 |              |              |                              |                                                                          |
| 愛知県道115号津島七宝名古屋線                        | 中川区       | 万場五丁目   |                              | 北緯35度9分25.4秒 東経136度49分39秒 / 北緯35.157056度 東経136.82750度    |
| 愛知県道29号弥富名古屋線（八熊通）                   | 中川区       | 助光二丁目   | 助光交差点                   | 北緯35度8分15.4秒 東経136度49分41.7秒 / 北緯35.137611度 東経136.828250度 |
| 国道1号                                              | 中川区       |              | 一色新町三丁目交差点         | 北緯35度7分31.1秒 東経136度49分47.4秒 / 北緯35.125306度 東経136.829833度 |
| 名古屋市道東海橋線（東海通）                         | 港区         | 知多二丁目   | 知多交差点                   | 北緯35度6分47.2秒 東経136度49分33秒 / 北緯35.113111度 東経136.82583度    |
| 国道23号（名四国道）                                 | 港区         | 藤前五丁目   | 藤前流通団地インターチェンジ |                                                                          |
| 全ての座標を示した地図 - OSM                         |              |              |                              |                                                                          |
| 全座標を出力 - KML                                   |              |              |                              |                                                                          |
| 表示                                                 |              |              |                              |                                                                          |

### 沿線
| 沿線                   | 所在地 | 所在地     |
| ---------------------- | ------ | ---------- |
| 名古屋市立万場小学校   | 中川区 | 万場四丁目 |
| 近鉄名古屋線 伏屋駅    | 中川区 | 伏屋二丁目 |
| 名古屋市立正色小学校   | 中川区 | 下之一色町 |
| 新川                   | 中川区 |            |
| 名古屋市立南陽東中学校 | 港区   | 西茶屋     |
| イオンモール名古屋茶屋 | 港区   | 西茶屋     |

## ギャラリー

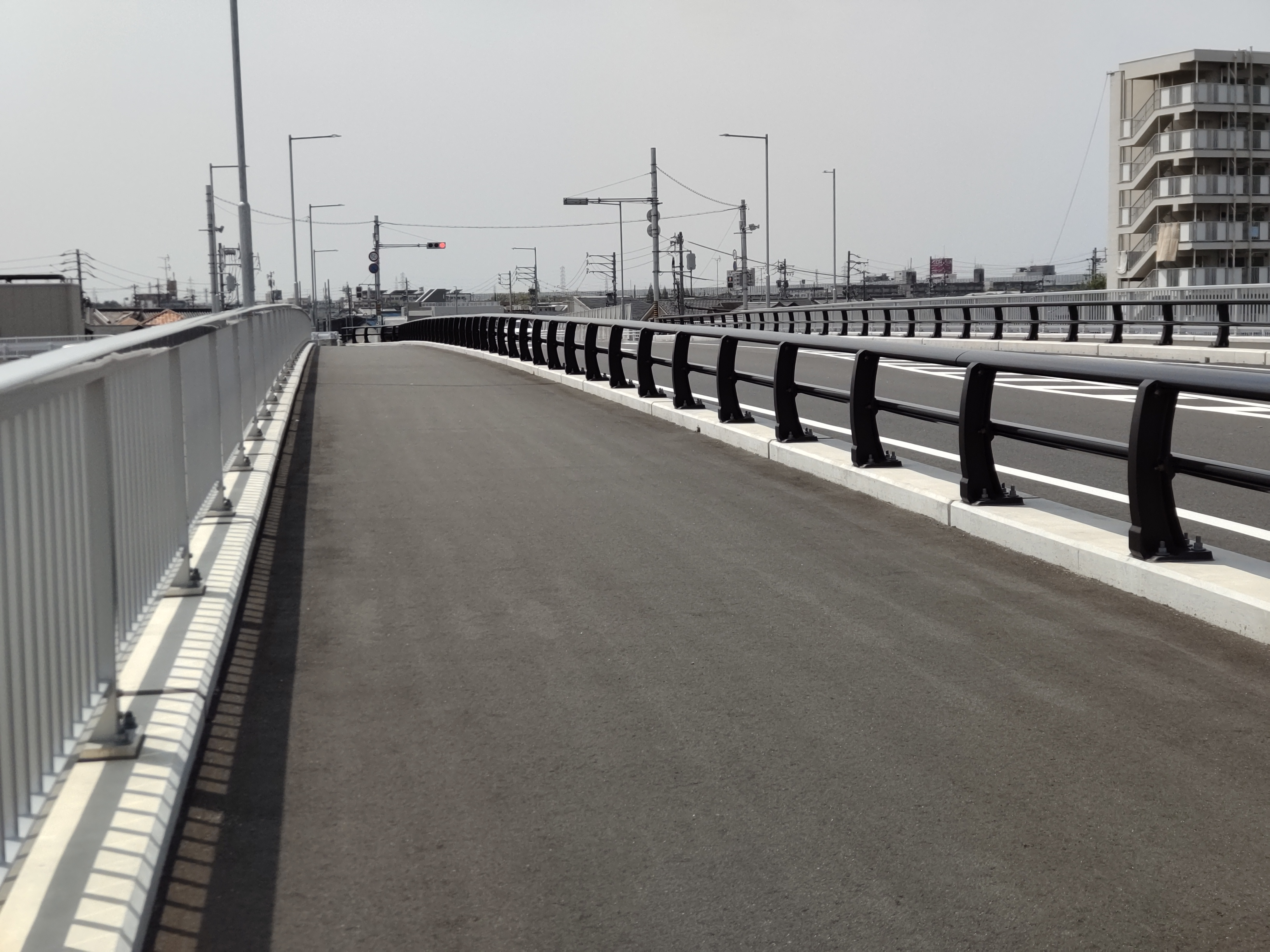
正江橋の上から撮影
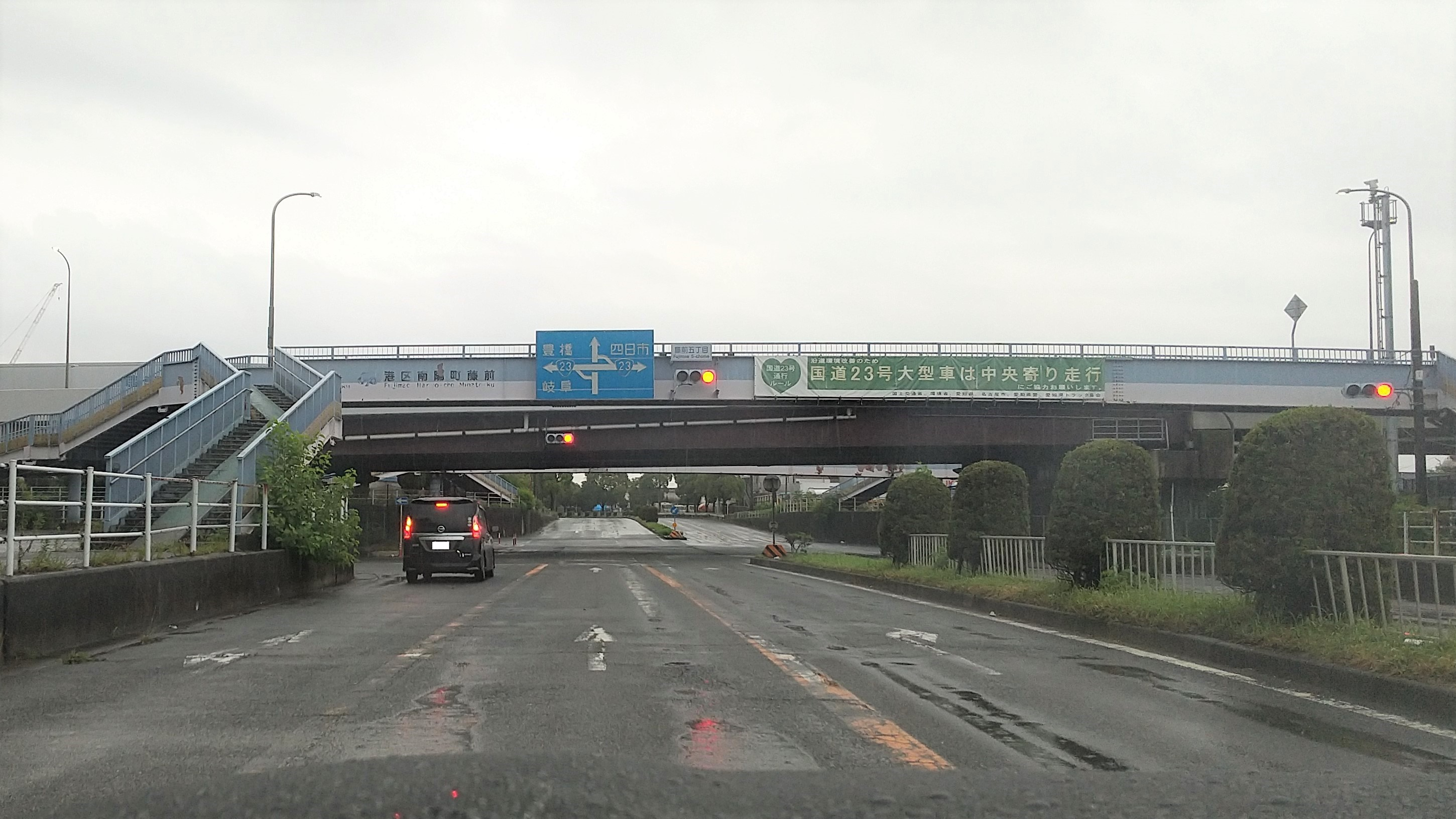
港区藤前（国道23号（名四国道）との交点付近）